# Brit Shalom (cérémonie)
Pour les articles homonymes, voir Brit Shalom.
Le Brit Shalom (hébreu : ברית שלום (« alliance de paix ») est une cérémonie de nommage pour les nouveau-nés juifs mâles où l'on n'effectue pas de circoncision. Elle a lieu à la place de la traditionnelle brit milah. Le terme n'est généralement pas utilisé pour les filles, puisque leur cérémonie de nommage n'inclut pas de circoncision.
Le brit shalom est pratiqué par le judaïsme humaniste, le judaïsme réformiste et le judaïsme progressiste. Le brit shalom peut être réalisé par un rabbin ou un laïc, suivant la préférence personnelle des parents. Une cérémonie peut être créée par la famille, en utilisant des modèles et des exemples disponibles. En juillet 2018, on dénombre 237 célébrants du brit shalom dont 152 rabbins dans le monde, la majorité aux États-Unis, mais il y en a 13 en Israël, soit 2 fois plus dans le monde qu'en 2013. Certains groupes militants des droits humains, comme Beyond the Bris et Jews Against Circumcision, défendent le brit shalom en remplacement du brit milah.
Les questions de la circoncision et de l'identité juive restent des sujets de débat entre Juifs traditionnels et réformistes. La circoncision rituelle d'un enfant mâle au huitième jour de sa vie fait partie de la loi juive. Bien qu'il n'y ait pas besoin d'être circoncis pour être juif, les Juifs orthodoxes considèrent un échec intentionnel à ne pas suivre ce commandement comme appelant la sanction de kareth, ou exclusion de la communauté, ainsi que comme une indication du choix volontaire de se mettre à l'écart de son groupe. Cependant, même dans les groupes les plus orthodoxes, l'identité juive est définie par filiation matrilinéaire. Un enfant né de mère juive est identifié comme juif, quel que soit le statut de ses parties génitales. Dans le judaïsme progressif, les garçons non circoncis sont habituellement autorisés à suivre l'éducation religieuse et à la bar mitzvah s'ils sont issus de mère juive et ont été élevés avec une identité juive. Les mouvements qui ne considèrent pas la loi juive comme contraignante, comme le judaïsme réformiste et le judaïsme humaniste, peuvent autoriser cette cérémonie. Par ailleurs, ces branches plus progressistes du judaïsme peuvent aussi reconnaître l'identité juive par filiation patrilinéaire.